# Fissilicreagris sanjosei
Espèce
Fissilicreagris sanjosei est une espèce de pseudoscorpions de la famille des Neobisiidae.

## Distribution
Cette espèce est endémique de Californie aux États-Unis. Elle se rencontre dans le comté de Santa Clara sur le mont Hamilton.

## Étymologie
Son nom d'espèce lui a été donné en référence au lieu de sa découverte, San Jose.

## Publication originale
- Ćurčić, Dimitrijević, Makarov & Lučić, 1994 : Further revision of some North American and Japanese false scorpions originally assigned to Microcreagris Balzan, 1892 (Neobisiidae, Pseudoscorpiones). Srpska Academija Nauka i Umetnosti Posebna Izdanja, vol. 622, p. 145-164.